# Girifalco
Girifalco é uma comuna italiana da região da Calábria, província de Catanzaro, com cerca de 6.461 habitantes. Estende-se por uma área de 43 km², tendo uma densidade populacional de 150 hab/km². Faz fronteira com Amaroni, Borgia, Cortale, San Floro, Squillace, Vallefiorita.

## Demografia
| Variação demográfica do município entre 1861 e 2011                               |
|                                                                                   |
| Fonte: Istituto Nazionale di Statistica (ISTAT) - Elaboração gráfica da Wikipedia |